# Chi Sắc tử
Chi Sắc tử (danh pháp khoa học: Oxyspora) là một chi thực vật có hoa trong họ Mua.

## Các loài
Các loài được công nhận hiện tại có:
- Oxyspora cernua (Roxb.) Hook. f. & Thomson ex Triana
- Oxyspora paniculata (D. Don) DC.: Sắc tử chùm tụ tán
- Oxyspora teretipetiolata (C.Y. Wu & C. Chen) W.H. Chen & Y.M. Shui
- Oxyspora vagans (Roxb.) Wall.
- Oxyspora yunnanensis H.L. Li

## Chưa dung giải hoặc chuyển đi
Có khoảng 33 danh pháp gắn với chi này chưa dung giải được xem có phải loài hợp lệ hay không. Bên cạnh đó, một vài danh pháp là đồng nghĩa của các loài thuộc chi Allomorphia (các loài mua đa hình).
- Oxyspora balansae = Allomorphia balansae: Sắc tử Balansa.
- Oxyspora balansae var. baviensis = Allomorphia baviensis: Sắc tử Ba Vì.
- Oxyspora balansae var. setosa = Allomorphia setosa: Sắc tử tơ.
- Oxyspora curtisii = Allomorphia curtisii: Sắc tử Curtis.
- Oxyspora urophylla = Allomorphia urophylla: Sắc tử có đuôi.